# Апшер, Абель Паркер
Абель Паркер Апшер (англ. Abel Parker Upshur; 17 июня 1790 — 28 февраля 1844) — американский политик, судья, юрист. Принимал активное участие в политике штата Виргиния, а также занимал пост министра военно-морских сил США и Госсекретаря США. Апшер сыграл важную роль в переговорах по тайному договору, который привёл к аннексии Техаса Соединёнными штатами и принятию его в союз. Был среди шести человек, убитых взрывом на борту военного корабля «USS Princeton».

## Биография
Апшер родился в округе Нортхемптон, Виргиния, в семье Литтлетона Апшера и Анны Паркер. Он был одним из двенадцати детей. Его отец, верный Федералистской партии, был владельцем плантации и членом Законодательного собрания Виргинии и капитаном во время Англо-американской войны.
Апшер обучался в Йельском и Принстонском университетах, но был отчислен за участие в студенческом восстании. После он уехал в Ричмонд, Виргиния, чтобы изучать право. В 1810 году Апшер был принят в коллегию адвокатов, но вскоре после смерти отца вернулся в Виргинию, где стал заниматься юридической практикой.
26 февраля 1817 года Абель Апшер женился на Элизабет Деннис, которая умерла во время родов в октябре 1817 года. В 1824 году он женился на Элизабет Энн Браун, которая родила ему дочь.

## Карьера
В 1812 году Апшер был избран в палату депутатов Виргинии. В октябре 1841 года он стал 13-м министром военно-морских сил США. Его срок был отмечен сильным акцентом на реформу и перестройку флота, а также на его расширение и модернизацию. При Апшере увеличилось ассигнование флота, началось строительство новых парусных и паровых кораблей и была создана военно-морская обсерватория США и гидрографическая служба.
В 1843 году президент Тайлер назначил Апшера Госсекретарём США. На этом посту он добился аннексии Техаса и был активным сторонником привлечения «Орегонской земли» в союз.

## Смерть
28 февраля 1844 года Апшер и несколько других высокопоставленных лиц погибли при взрыве бомбы на пароходе «USS Princeton», во время плавания по реке Потомак. Был похоронен на кладбище Конгресса в Вашингтоне.